# Young & Rubicam

Das Logo der Agentur bis 2018

Young & Rubicam Inc. war eine internationale Werbeagentur mit Hauptsitz in New York City, Vereinigte Staaten. Die Agentur gehört seit dem Jahr 2000 zur WPP Group. Das 2018 zu VMLY&R fusionierte Unternehmen hat weltweit über 100 Büros in 44 Ländern.

## Geschichte
1919 kam von dem Werbetexter Raymond Rubicam (* 1892, † 1978), der zuvor als Reporter und Autoverkäufer gearbeitet hatte, im Rahmen seiner Tätigkeit bei der Werbeagentur N. W. Ayer & Son die erfolgreiche Vermarktung von Steinway-Flügeln als The Instrument of the Immortals. 1923 gründete Rubicam mit John Orr Young, der vorher im Bereich der Werbung und unter anderem auch bei N. W. Ayer & Son gearbeitet hatte, in Philadelphia das Werbebüro Young & Rubicam. Es begann mit der Gestaltung und dem Vertrieb von Flugblättern, Veranstaltungsplakaten und Wurfzetteln. Der Durchbruch wurde in den 1920er-Jahren mit dem ersten Auftrag des amerikanischen Nahrungsmittelkonzerns General Foods geschafft. In den 1930er Jahren begann die Agentur mit Radio-Werbung. Young († 1976) zog sich 1944 aus der Agentur zurück.
Während der 1960er-Jahre begann Young & Rubicam mit der Produktion der ersten TV-Werbespots in Farbe und fusionierte bald mit weiteren Agenturen zur Nummer 1 und zum multinationalen Unternehmen in der Werbelandschaft. Young & Rubicam galt vor allem als strategische Konzeptagentur.
Ende 2018 legte WPP die Agentur mit der derzeit 26 Jahre alten Digitalagentur VML, Inc. mit etwa 3.000 Mitarbeitern unter dem Namen VMLY&R zusammen.
Das Full-Service-Angebot beinhaltet auch die sogenannten „Young & Rubicam Brands“ der zum Netzwerk gehörenden Schwesteragenturen. Zu diesen gehören Wunderman, Burson-Marsteller, Landor Associates, Sudler & Hennessey, The Bravo Group, Cohn & Wolfe und Robinson Lerer & Montgomery.
In der Schweiz wurde im September 2019 Y & R zu Wunderman + Thomson umfirmiert.

## Kunden
Die Agentur betreut unter anderem die folgenden Kunden:
Accenture, ADAC, Alfa Romeo, All Nippon Airways (ANA), Bacardi, Barilla, Campbell Soup Company (Erasco), Colgate-Palmolive, Danone, Danone Waters, Ebay, Euryza, Hertz Autovermietung, Hessischer Rundfunk, Hitachi, Kamps, Philip Morris International, Pioneer Investments, Singapore Tourism Board, UN, Universal Pictures International.
Für andere, mitunter ehemalige Kunden wurden die folgenden bekannten Werbeklassiker getextet:
- Actimel: Actimel activiert Abwehrkräfte (2003)[14]
- ARD/ZDF: Bei ARD und ZDF sitzen Sie in der ersten Reihe (1989)[14]
- Camel:[14] Ich geh’ meilenweit für eine Camel
- Eckes Edelkirsch: Nur Küsse schmecken besser
- Erasco: Das Gute daran ist das Gute darin (1989)[14]
- Ford:[13] Ford. Die tun was (1989)[14]
- Fruchtzwerge: So wertvoll wie ein kleines Steak (1987)[14]
- Milka:[15][13] Milka. Die zarteste Versuchung, seit es Schokolade gibt (1984)[14]

## Sonstiges
Am 10. Dezember 1994 wurde bei einem Briefbombenanschlag durch Theodore Kaczynski, bekannt geworden als der „Unabomber“, der 50-jährige leitende Angestellte Thomas J. Mosser in seinem Privathaus in North Caldwell, N.J., getötet.